# Bildväv
Bildväv, även bildvävnad eller tapisseri, är samlingsnamn för en vävnad som är illustrativ. 
Tekniker för att åstadkomma en bildväv är till exempel dubbelväv, flamskväv, röllakan, snärjväv, ajouré och vävda tapeter.
Bildvävar anbringas företrädesvis på väggarna som bonader. De kan också sättas upp i tak eller ligga på golvet i form av mattor. Röllakan är en typisk mattvävningsteknik, men alstren kan även anslås på väggar.
Hedesundavävarna som startades av konstnär Birger Forsberg 1965 använde sig av tuskaftsteknik. Tekniken är väldigt likt flamskväv med den skillnaden att rätsidan är uppåt och det finns en solv. Birger Forsberg utvecklade Hedesundaramen och Harraniavävstolen. Det speciella med Hedesundavävarna är att man börjar väva som barn helt fritt utan mönster med tunna garner som ger möjlighet till detaljerade bilder. Birger Forsberg hämtade konceptet att väva på detta sätt från Ramses Wissa Wassef Art Center i byn Harrania utanför Kairo. BIrger Forsbergs dotter Eva Forsberg som var med från starten 1965 fortsätter verksamheten i Sverige i nära samarbete med Ramses Wissa Wassef Art Center. 